# Ilse Ringler-Kellner
Ilse Ringler-Kellner, geborene Ilse Kellner, (* 9. September 1894 in Sarajevo; † 25. August 1958 in Salzburg) war eine österreichische Autorin.

## Leben
Ilse Kellner wuchs in Bosnien und Südmähren auf. Die Matura legte sie 1911 in Brünn ab. 1912 legte sie die Staatsprüfung in Französisch ab und studierte anschließend ein Jahr an der Universität Lausanne. Später lebte sie in Baden, wo sie Gedichte und Erzählungen schrieb, die in der Zeitschrift Wiener Mode sowie im Brünner Tagesboten erschienen. 1916 heiratete sie den Maler und Grafiker Josef Ringler (1887–1970), der viele ihrer Bücher illustrierte. 1920 zog sie mit ihrem national gesinnten Ehemann nach Perchtoldsdorf in Niederösterreich. 1937 wurde sie mit dem Lyrikpreis von Mähren ausgezeichnet.
Die „NS-Poetin“ Ringler-Kellner verfasste Erzählungen, Gedichte und befasste sich mit Legenden und Sagen. Sie war seit dem 1. Januar 1937 illegales Mitglied der NSDAP, beantragte am 17. Mai 1938 die Aufnahme in die Partei und wurde rückwirkend zum 1. Mai desselben Jahres aufgenommen (Mitgliedsnummer 6.130.376). Seit 1. Juli 1938 war sie unter der Nummer 14356 Mitglied der Reichsschrifttumskammer. Auch war sie Mitglied des 1936 gegründeten Bundes deutscher Schriftsteller Österreichs (BdsÖ), der intensiv an der Eingliederung Österreichs ins Deutsche Reich arbeitete. Als solches war sie Beiträgerin zu dem vom BdSÖ herausgegebenen Bekenntnisbuch österreichischer Dichter, in dem die Autoren begeistert den Anschluss Österreichs begrüßten.
Ihre Werke waren von der Blut und Boden-Ideologie des Nationalsozialismus beeinflusst. Im Jahre 1934 veröffentlichte sie Gedichte und Balladen unter dem Titel Ahnenlandschaft sowie anlässlich des Anschlusses im Jahre 1938 den Weihevers An die Mutter des Führers im Bekenntnisbuch österreichischer Dichter. Ihre Werke Birkhild und Südmährische Heimat wurden nach Ende des Zweiten Weltkrieges in der Sowjetischen Besatzungszone auf die Liste der auszusondernden Literatur gesetzt. Auf der vom Österreichischen Bundesministerium für Unterricht herausgegebenen Liste der gesperrten Autoren und Bücher erscheint sie 1946 mit allen ihren Werken.

## Schriften (Auswahl)
- Lieder, Balladen, Legenden. Krystall-Verlag, Wien 1932.
- Ahnenlandschaft: Gedichte. Krystall-Verlag, Wien 1935.
- Birkhild: Aus der Kampfzeit eines österreichischen Mädels. Enßlin & Laiblin, Reutlingen 1938 (1944 neu aufgelegt mit dem Untertitel „Aus der Kampfzeit eines ostmärkischen Mädels“).
- Südmährische Heimat: Gedichte. Luser, Leipzig & Wien 1939.
- Der liebe Augustin: (Wiener Sagen). Deutscher Verlag für Jugend und Volk, Wien 1942.